# Chicas enamoradas
Chicas enamoradas es una serie de televisión británica basada en el libro de Jacqueline Wilson Girls In Love. La serie trata acerca de una chica llamada Ellie que vive con su padre en un apartamento en Londres. A Ellie le fascina dibujar y cada vez que tiene un problema o "situación difícil" no duda en expresarlo con uno de sus grandiosos dibujos. 
La serie muestra como Ellie y sus amigas Nadia y Magda hacen frente a diversas situaciones, sobre todo amorosas, que las ayudan a madurar.
La serie comienza a ser presentada en Latinoamérica a partir de noviembre de 2008 por el canal Boomerang.

## Historia
La serie comienza con Ellie y su padre viviendo solos en un apartamento en Londres. Cuando Ellie entra en 9º grado, se encuentra con que sus amigas, Nadine y Magda, ya han conseguido sus primeros novios, por lo que empieza a preocuparse por ser "la única en la escuela que jamás ha besado". Aunque luego de un tiempo, con ayuda de su "amigo especial" Dan, Ellie consigue dar su primer beso. Pero su relación con Dan dura poco, ya que Ellie no encuentra un "pinck" cuando se besan.
En el avance de la serie, el padre de Ellie se casa con su novia Anna, con quien posteriormente tienen un hijo. Ellie conoce a un chico de 16 años llamado Russell a quien también le gusta dibujar y, esta vez, Ellie sí siente el "pinck" al besarse con él. Sin embargo, Rossell no resulta ser el chico ideal tampoco, ya que miente a Ellie en diversas situaciones para su propio beneficio, esto queda de manifiesto cuando Ellie encuentra a su novio con su mejor amiga Magda besándose en ese momento la protagonista queda furiosa con ambos pero luego decide creerle a Magda que siempre ha sido sincera con ella, esta le dice que Russell fue quien le dio el beso ya que ella quedó deprimida después de la negativa de un chico. Luego, Ellie y sus amigas deciden hacer un experimento: probar que chicos y chicas pueden ser amigos; por esto se hacen amigas de un chico nuevo de su escuela llamado Darius. Sin embargo, cuando Ellie descubre que está enamorada de él, Magda, sin saber lo que siente Ellie, declara que a ella también le gusta y comienza una relación Darius. Pero duran poco tiempo juntos, y al tiempo después Darius se empieza a enamorar de Ellie. Después de un tiempo Darius y Ellie intentan volverse novios. 
Darius tiene que viajar por lo que los dos no pueden hablar de lo que sienten pero gracias a la mamá de Darius, a quien se le olvidaron los boletos del viaje, no pudieron partir: así que Darius y Ellie se encuentran en la fiesta de disfraces de la escuela, allí se declaran su amor y viven su última y feliz cita.

## Personajes

### Ellie AllardOlivia Hallinan
Ellie Allard, una chica de 14 años, simpática, bonita, inteligente, pelirroja y bien pecosa, y con un gran talento para el dibujo. Ellie tiene un diario, que es más un cuaderno de dibujo. Pero mediante los dibujos expresa sus sentimientos, o pensamientos o sucesos, pues ella dice, que "tiene un problema al igual que su padre para expresar lo que siente". 
A menudo tiene recuerdos de su padre y su madre. El más común es cuando tenía 5 años, cuando su madre y su padre estaban bailando en el parque mientras ella los observaba a escondidas detrás de un árbol. 
En la serie vemos cómo va agregando detalles con dibujos a los personajes en el transcurrir de las escenas. 
Ellien tiene 2 mejores amigas. Nadine, a la que todos llaman "Nadia" y Magda, con las que se lleva muy bien. Aunque a veces tienen sus pequeñas peleas. 
Vive con su padre, Mark Allard, en un departamento en Londres, en el que muy pronto también se muda Anna, la novia del padre de Ellie, quien luego, se convierte en su esposa, y en su madrastra. Primero le parecía una "bruja" pero después, se hicieron buenas amigas. Al principio, Ellie le decía a su padre, cuando se veía con Anna: "-¿Y qué hay de mamá?" pero después, no le importó, y se ponía muy contenta. Se casan y tienen un hijo, al que llaman Benedic.
Ellie ha tenido tres novios. El primero, Dan, un chico de 12, o cómo Ellie decía "El chico de octavo". Terminó con él, pues le parecía que, besarse con un chico menor que ella estaba mal, muy mal. Y porque no había "pink" al besarse, como le dijo Nadia.
Después está Rusell, el "Novio perfecto" pero, poco después, se entera de que no es así. Pues leyó su diario, robó un dibujo para entrar en una competencia de arte en la que Ellie ayudaba, y se besó con su amiga Magda.
Y por último, esta, Darius, quién al principio fue parte del experimento de Nadia, Magda y Ellie, el cual se llamaba "chicos y chicas, también pueden ser amigos", pero después de que Nadia y Magda, en una pijamada con el chico, admiten sus sentimientos, Ellie se da cuenta de que ella también está enamorada de él. Entonces, al retirarse Nadia, pues dice que "no es su tipo", Ellie decide "jugar sucio" y sabotear la captura de Darius, que planea hacer Magda. Pero sus planes fallan, pues Darius termina siendo el novio de Magda. Pero poco después, esos sentimientos se terminan, y se enamora de Ellie. Quién, acepta ser su novia en el último capítulo de la serie, en el baile escolar, dónde debían ir disfrazados. Ellie va de india, y Darius de pistolero. 
Luego, terminan siendo novios y Ellie habla de lo feliz que se siente...

### NadiaAmy Kwolek
Es una chica gótica de 14 años un poco pesimista, pero muy inteligente y sensible. Lo que más quiere es encontrar una banda de rock, por lo que siempre está envuelta en audiciones. 
Nadia es la mejor amiga de Ellie desde que ellas solo eran unas niñitas.
Nadia es totalmente distinta al resto de su familia, por lo que se lleva muy mal con su hermana Natasha, que siempre consigue lo que quiere y siempre la está metiendo en problemas con sus padres.
e incluso una vez pensó que ella no pertenecía a su familia y que se equivocaron cuando ella nació.

### MagdaZaraah Abrahams
Magda es una coqueta chica morena de 14 años. Solo porque ha escuchado mucho de su hermana sobre chicos ya se cree la experta. Ella es la nueva amiga de Nadia y Elli aunque muchas veces se ha peleado con ellas por los chicos. Suelen gustarle los mismo chicos que sus amigas, y a pesar de casi siempre ella logra salir con ellos, no es por mucho tiempo.

### Papá de EllieIan Dunn
Es un artista, algo desaliñado, ya terminando la época de sus 30's, aun así tiene una hermosa novia también artista llamada Anna, la cual, después de un tiempo, se muda con él y Ellie. Posteriormente, el papá de Ellie y Anna tienen un hijo llamado Benedict.

### DanTom Woodland
Es un gracioso chico de 12 años que se enamora de Ellie y la persigue hasta ganarse su corazón. Es algo así como un nerd raro de 8° grado pero muy sociable. Un día en la fiesta de su hermano mayor se encuentra con Ellie y se besan muy románticamente sin que Ellie sepa que tenía esa edad menor que ella y desde allí comienzan los problemas para Ellie, quien cree que perderá su estatus por ser novia de un nerd un año menor que ella. Pero terminan siendo novios pero al cabo de unas cuantas semanas Ellie decide terminar la relación ya que no siente chispa como ella misma dice al momento de estar con él. Y por esto decide dejarlo atrás y buscar chicos de su edad y alguien con quien pueda sentir esa chispa de amor.

### RussellAdam Paul Harvey
Es el segundo chico con quien Ellie tiene una relación, y su primer novio oficial. Tiene 16 años y le gusta dibujar al igual que Ellie. Rusell conoce a Ellie en el café que frecuenta, le hace la plática y se besan y se vuelven novios el mismo día. Pero los problemas comienzan pronto: Russell faltando a citas, copiando un dibujo de Ellie para un concurso, leyendo su diario y, cuando Russell le dice a Ellie que la ama, ella no le corresponde en ese momento. Sin embargo, cuando los padres de Russell se van, él hace una fiesta en la cual Ellie decide decirle que también lo ama, pero al rato después lo encuentra besándose con su amiga Magda. Ellie se enoja con ambos, pero Nadia decide ayudarla y demuestran que Russell le ha estado mintiendo a Ellie. Así pues Ellie decide terminar con él.

### DariusALP Haydar
Es un chico nuevo en la escuela Magda, Ellie y Nadia deciden hacer un experimento este se basa en que los chicos y las chicas pueden ser amigos. Darius es su "conejillo de indias" ya que él era un chico "prohibido" porque tenía novia, iba a su mismo grado, etc. Pasado un tiempo Magda se enamora de él y comienzan una relación, pero no dura mucho. Y Darius pierde su amistad con las chicas.
Después de un tiempo se vuelve a acercar a Ellie porque nota que se está enamorando de ella. Un día Darius le deja un correo de voz en el cual dice que la amaba pero ella no lo escucha, porque está con su hermanito (Benedict) en el hospital. Luego que Ellie lo escucha y se da cuenta de que ya es tarde para ir a buscarlo pero la madre de Darius se olvida de los pasaportes y eso hace que tengan que postergar el viaje. Darius pudo ir al baile, se besó con Ellie y le dijo todo lo que sentía por ella.